# Raionul Trosteaneț, Sumî
Trosteaneț (în ucraineană Тростянецький район, transliterat: Trosteanețkîi raion) este un raion în regiunea Sumî, Ucraina. Reședința sa este orașul Trosteaneț.

## Demografie
Componența lingvistică a raionului Trosteaneț
     Ucraineană (86,11%)
     Rusă (13,27%)
     Alte limbi (0,27%)
Conform recensământului din 2001, majoritatea populației raionului Trosteaneț era vorbitoare de ucraineană (86,11%), existând în minoritate și vorbitori de rusă (13,27%).